# Zespół PEHO
Zespół PEHO (ang. PEHO syndrome; progressive encephalopathy with edema, hypsarrhythmia, and optic atrophy) – rzadka uwarunkowana genetycznie postać niemowlęcej postępującej encefalopatii, przebiegająca z hipotonią mięśniową, drgawkami z hipsarytmią, głębokim opóźnieniem umysłowym, hiperrefleksją, przejściowym lub utrzymującym się obrzękiem i atrofią nerwu wzrokowego. Większość przypadków zespołu opisano w Finlandii.